# Corporación Andina de Fomento
Corporación Andina de Fomento (CAF; Corporatie Ontwikkeling in de Andes) is een Latijns-Amerikaanse ontwikkelingsbank.
Ze heeft tot doel heeft duurzame ontwikkeling en regionale integratie te stimuleren door projecten in de publieke en private sector in Latijns-Amerika te financieren en door technische samenwerking en andere gespecialiseerde diensten te verlenen.
De bank ging in 1970 van start en er zijn 19 landen bij aangesloten uit Latijns-Amerika, het Caribisch gebied en Europa, in samenwerking met dertien particuliere banken. De CAF heeft het hoofdkantoor in Caracas, Venezuela. Daarnaast heeft het kantoren in Madrid, Lima, Brasilia, Bogota, Buenos Aires, Quito, Panama, Montevideo, Asuncion, Mexico-Stad, Port Spain en La Paz.